# Staalmeestersbrug

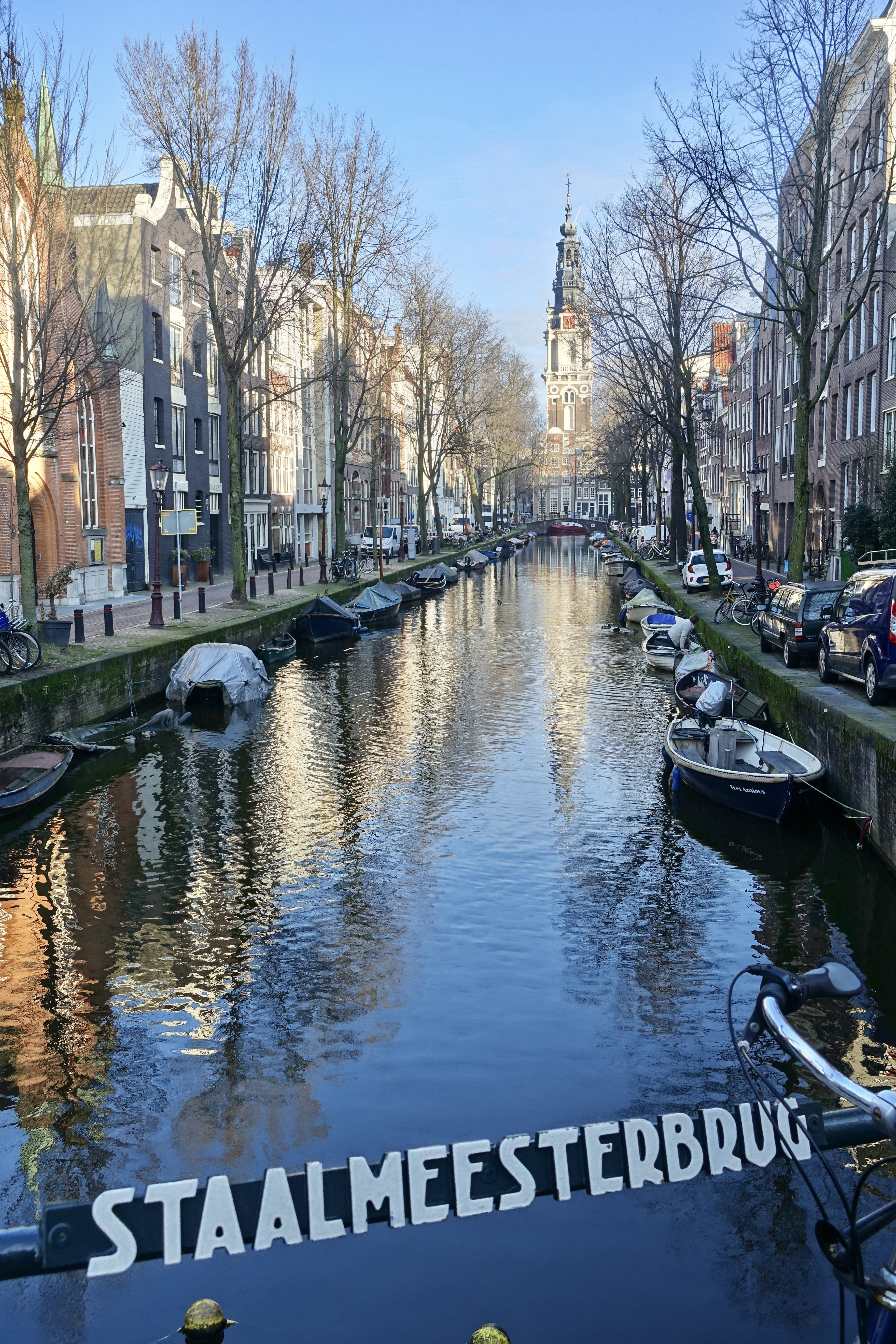
Naamboord met Staalmeesterbrug (niet Staalmeestersbrug) op de brug zelf

De Staalmeestersbrug (brug 227) is een ophaalbrug in Amsterdam-Centrum.
Ze overspant de Groenburgwal en ligt in Staalstraat, die aan beide zijden van de Groenburgwal ligt. Het is naast brug 226 de enige brug over de gracht. De brug, zelf een gemeentelijk monument vanaf 1995 wordt omringd door gemeentelijke en rijksmonumenten, maar er is hier ook relatieve nieuwbouw te vinden. De brug is een toeristische attractie, echter niet altijd voor de klassieke brug zelf. Vanaf de brug is er een fraai uitzicht op de toren van de Zuiderkerk, hetgeen door diverse kunstenaars is vastgelegd. De beroemdste daaronder is zonder meer Claude Monet, die het schilderde in De Zuiderkerk, Amsterdam gezien vanaf de Groenburgwal en en-passant ook de brug meenam, Monet zou een reeks Amsterdamse schilderijen maken. Van recentere datum is de wens van stelletjes onder de toeristen zogenaamde liefdesslotjes te hangen aan de tuidraden van de brug. De constructie van de brug is echter niet bestand tegen het zware metaal dat zodoende aan de brug komt te hangen; de brug wordt daarom regelmatig ontdaan van de slotjes.
Er ligt hier al eeuwen een brug. Op de kaarten van Cornelis Anthonisz. uit 1538 en 1544 staat wel al het gebied “Die Ramen” (lakenramen) aangegeven, maar bruggen ontbreken. De brug is wel te zien op de kaart van Pieter Bast uit 1599. Balthasar Florisz. van Berckenrode uit 1625 laat een ophaalbrug zien over de Groene Burch Wal en wat dan nog de noordoever van de Amstelrivier is. Het gebied ten zuiden van de Staalstraat werd later aangeplempt. Ten westen van de brug lag de Stads Steenhouwery. De moderne geschiedenis van de brug begint in 1897. Bij een ontploffing dan wel brand in het gebouw Staalstraat 12 werd de brandstichter, die samenwerkte met de gebruiker van het gebouw en zijn dienstmeid, dermate zwaar gewond, dat zijn vingers bij de deuropening werden gevonden en stukken huid bij deze brug. In 1912 moest de brug acht dagen uit dienst worden genomen voor herstelwerken. Er was geen scheepvaart mogelijk omdat de brug niet "opgehaald" kon worden. Midden jaren twintig is de brug aan vervanging toe. Er werd door burgemeester en wethouders voorgesteld de brug te vervangen door een bredere en vaste brug. De schoonheidscommissie, met werkgroep Oud-Amsterdam, kwam daartegen in verweer. Zij vond een vaste brug hier niet passen en streed voor behoud van de bestaande brug met wat vernieuwingen. Als redenen daarvoor werden aangevoerd:
- het prachtige uitzicht vanaf het water van de Amstel naar de Zuiderkerk (zie Monet)
- de gemeente verwachtte een toenemende verkeersstroom; de schoonheidscommissie ging hiertegen in met de opmerkingen dat de Staalstraat (toen al) niet meer verkeer kon verdragen;
- tevens dat de aanvoer vanuit de Nieuwe Doelenstraat zou ook gering blijven, want die zat ook al aan haar maximale capaciteit; bovendien de Staalstraat leidde nergens naar een doorgaande verkeersroute;
- ook wilde de gemeente de drukte op het Amsterdam terugbrengen, hetgeen een verbreding van bruggen en wegen er naar toe weer teniet zou doen.

Het enige dat B&W daartegenin brachten was dat het stukje Groenburgwal grenzend aan de brug nauwelijks enige esthetische kwaliteiten had (eind 20e eeuw zijn bijna alle gebouwen monumenten) en dat het verkeer toch toenam. Er werd twee jaar over gedaan om uiteindelijk tot de beslissing te komen om de toenmalige brug te vervangen door een brug met hetzelfde uiterlijk, de Publieke Werken ging ermee aan de slag. Werkzaamheden begonnen op 9 juli 1928, de vaart werd acht weken gestremd voor te hoge schepen (1,80 meter boven AP). Een week later werd de brug ook voor rijverkeer gesloten. In mei 1964 is er groot onderhoud aan de brug nodig. Er kwam bijna een geheel nieuwe brug want het bruggedeelte en de balans moesten vernieuwd worden. Het leverde een stremming op van twaalf dagen, alleen voetgangers konden over een noodbrug de Groenburgwal oversteken. Zo bleef een van de (toen) weinige houten ophaalbruggen bewaard voor de stad; de andere waren de Magere brug en Walter Süskindbrug.
De brug dankt zijn naam aan de nabijgelegen Saaihal, waar de staalmeesters textielstalen keurden. Een aantal van hen werd door Rembrandt van Rijn vastgelegd in zijn schilderij De staalmeesters. Dat schilderij is tevens naamgever van de Staalmeesterslaanbrug in Amsterdam Nieuw-West.

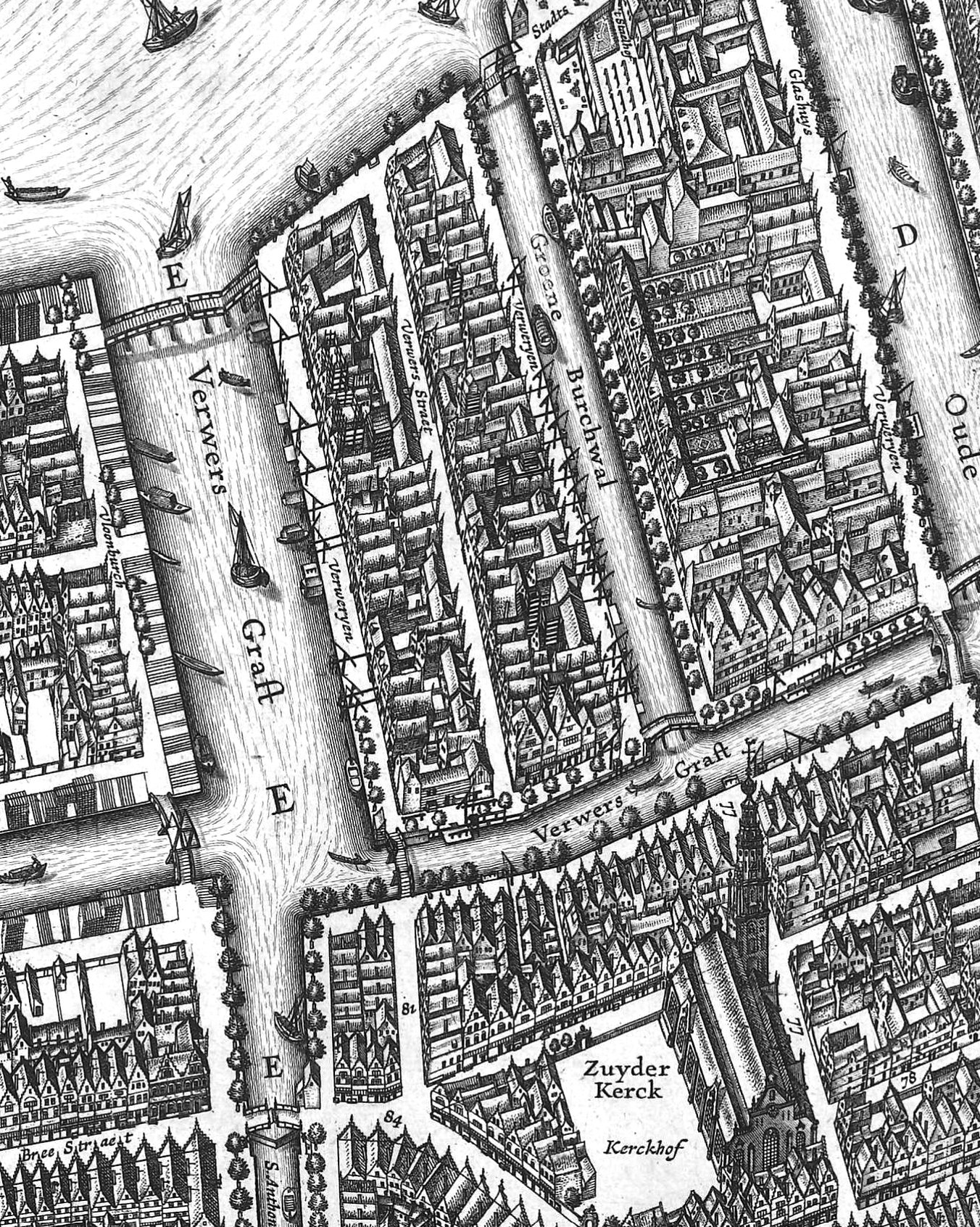
De brug volgens Van Berckenrode in 1625 bovenaan de tekening
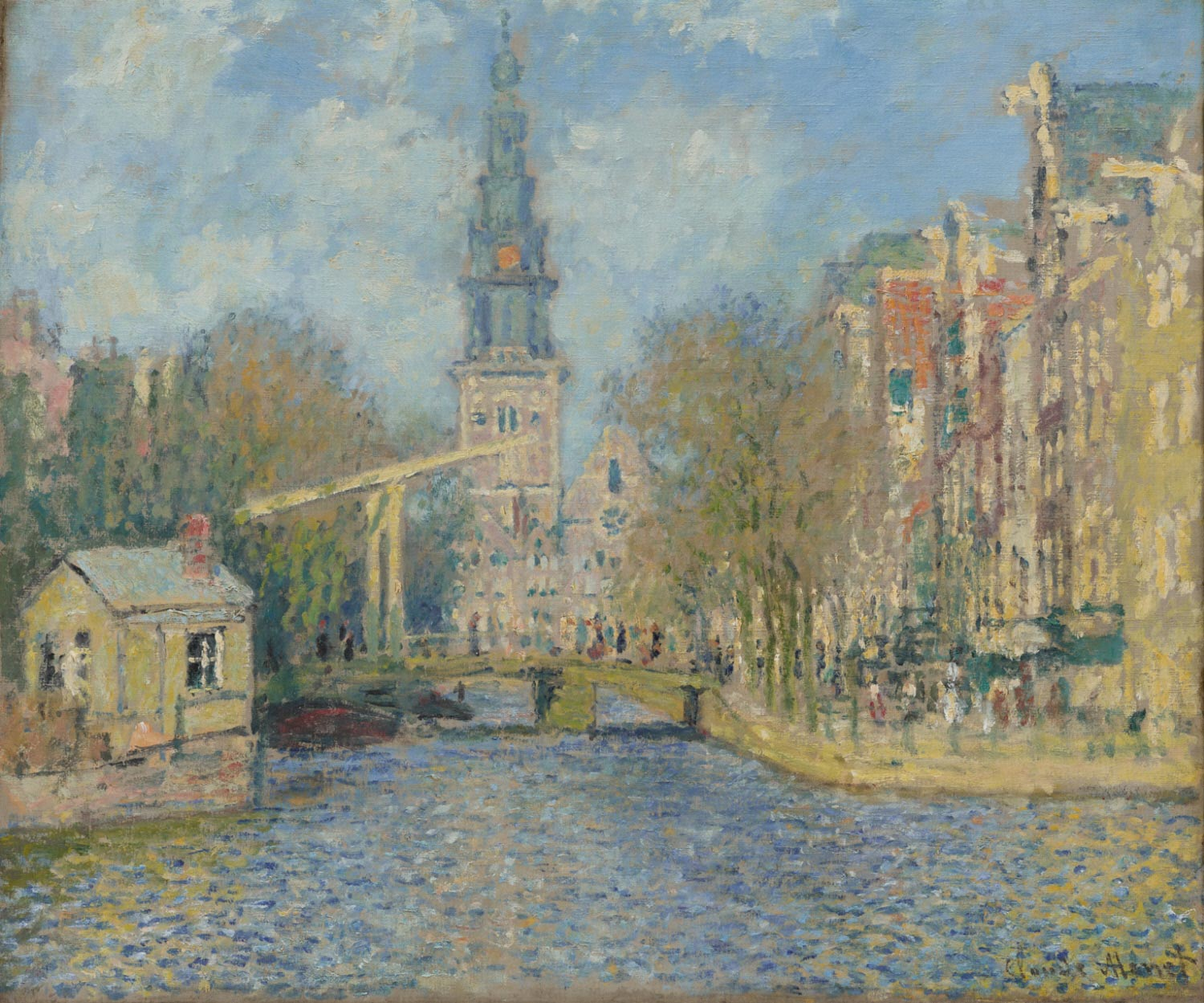
De brug volgens Claude Monet in 1874
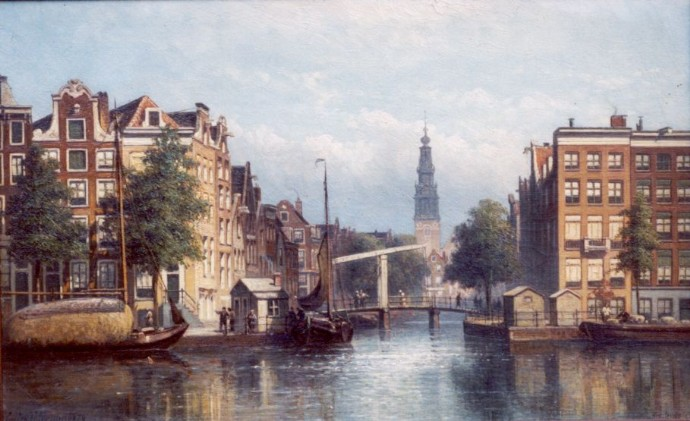
Een voorganger van de brug op een 19e-eeuws schilderij van Eduard Alexander Hilverdink
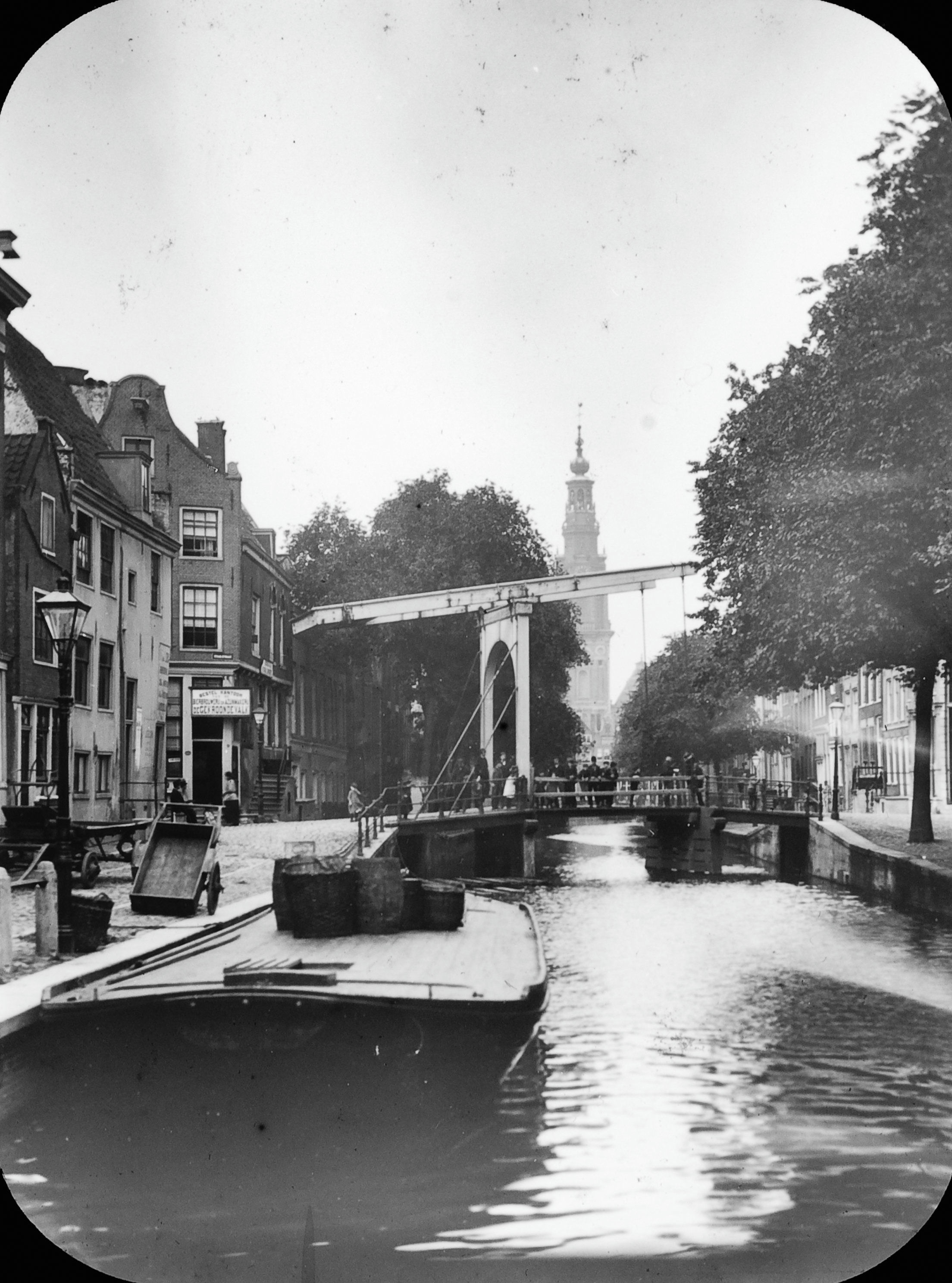
De brug in 1930
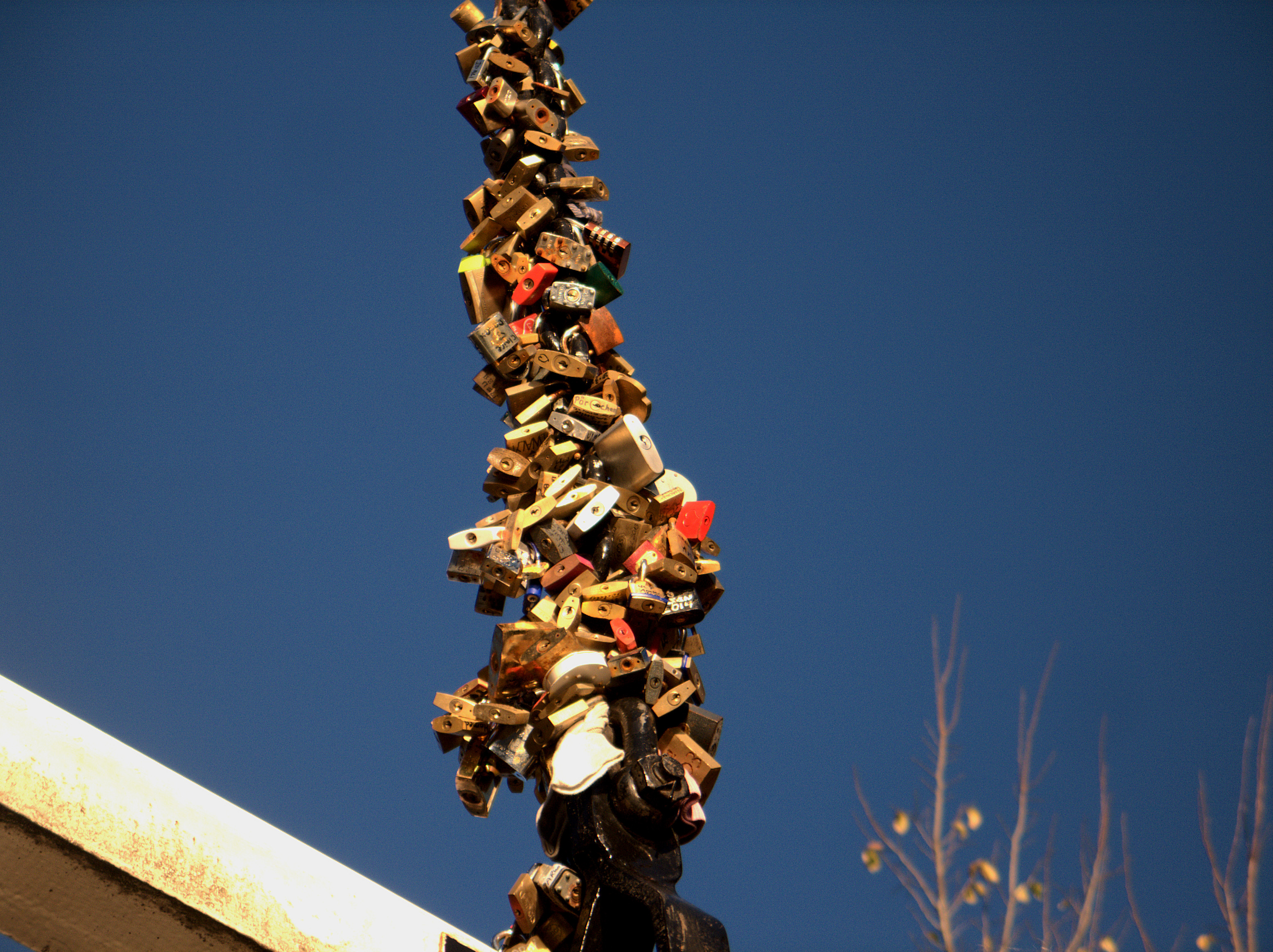
Een van de tuidraden met liefdeslotjes. December 2013.

<<< · 200 · 201 · 202 · 203 · 204 · 205 · 206 · 207 · 208 · 209 ·  210 · 211 · 212 · 213 · 214 · 215 · 216 · 217 · 218 · 220 · 221 · 222 · 223 · 224 · 225 · 226 · 227 · 228 · 228P · 229 · 230 · 231 · 232 · 233 · 234 · 235 · 236 · 237 · 238 · 239 ·  240 · 241 · 242 · 243 · 244 · 245 · 246 · 247 · 248 · 249 ·  250 · 251 · 252 · 253 · 254 · 255 · 256 · 257 · 258 · 259 · 260 · 261 · 262 · 263 · 264 · 265 · 266 · 267 · 270 · 271 · 272 · 273 · 274 · 275 · 277 · 278 · 279 · 280 · 281 · 283 · 285 · 286 · 287 · 288 · 289 · 290 · 291 · 292 · 293 · 295 · 296 · 297 · 298 · 299 · >>>
Brugnummers 219, 268, 269, 276, 282, 284, 294 zijn niet (meer) in omloop.